# 조순 장군비
조순 장군비(趙純 將軍碑)는 대한민국 경상남도 함안군 가야읍 검암리에 있다. 1983년 7월 20일 경상남도의 문화재자료 제68호로 지정되었다.

## 개요
함안천 동쪽 언덕 위에 자리하고 있는 비로, 조순 장군의 지조를 기리고 있다.
조순은 요동을 정벌할 때 좌중군을 맡아 출정하였으며, 위화도에 이르러 이성계가 회군하려 하자 이를 적극 반대하며 벼슬을 버리고 고향으로 돌아가 나오지 않았다. 이성계가 왕위에 오른 후 그를 여러번 불렀으나 끝내 나아가지 않았고 그가 죽은 후 왕이 그의 집 앞에 비를 세우도록 하여, 누구든 이 비를 지나갈 때에는 말에서 내릴 것을 명하였다.
비는 납작한 받침돌 위로 비몸을 세운 모습으로, 비의 윗변을 둥글게 다듬었다. 훗날 집 앞에 부서져 있던 것을 이곳으로 옮겨 보존하고 있다

## 참고 문헌
- 조순 장군비 - 국가유산청 국가유산포털